# Deux Poissons grillés
 (octobre 2024).
Si vous disposez d'ouvrages ou d'articles de référence ou si vous connaissez des sites web de qualité traitant du thème abordé ici, merci de compléter l'article en donnant les références utiles à sa vérifiabilité et en les liant à la section « Notes et références ».
Pour les articles homonymes, voir Poisson (homonymie).
Pour plus de détails, voir Fiche technique et Distribution.
Deux Poissons grillés, ou Nihiki no sanma (二匹のサンマ) en langue originale, est un film d'animation en noir et blanc réalisé par Yōji Kuri datant de 1960. Le titre a été traduit en anglais sous les noms de Two Grilled Fish, Two Fish ou même Two Pikes.

## Remake
Le film a bénéficié d'un remake en 1967 apportant plusieurs améliorations techniques dont la couleur. C'est par ce remake que le titre du film a obtenu sa traduction française. Cette nouvelle version a remporté la même année le prix Noburō Ōfuji, parmi les récompenses Mainichi.

## Synopsis
L'histoire raconte celle d'un homme et d'une femme qui se rendent en radeau sur une île déserte, accompagnés de quelques poules et d’un chien. Au départ, l'île est un véritable paradis pour eux : ils cultivent et pêchent chaque jour selon une routine simple, se délectant de poissons grillés en plein air. Mais un jour, un scientifique moustachu arrive sur l'île  à bord d'un radeau propulsé par un pauvre cochon maltraité. Cet invité inattendu construit alors un robot, initiant un processus d’industrialisation sur l’île. Bien que mécontents, le couple décide de tolérer la présence de cet homme et de sa technologie.